# 望德聖母堂
望德聖母堂（又稱聖拉匝祿堂，也常簡稱為望德堂） ，是一座位于澳门疯堂斜巷的天主教聖堂。亦是澳门三大古教堂之一（其餘兩座為風順堂及聖安多尼堂）。雖然不是澳門歷史城區的一部份，但仍在澳門眾多古文物中具有重要普世價值。望德聖母堂建造於1568年 ，即在澳門開埠不久已經建立。望德聖母堂至今已有440多年历史，而今天望德聖母堂的规模则是在1886年改建而成的。望德聖母堂在聖母誕辰主教座堂建立之前，为天主教澳門教區成立后第一座主教座堂。

## 地理位置

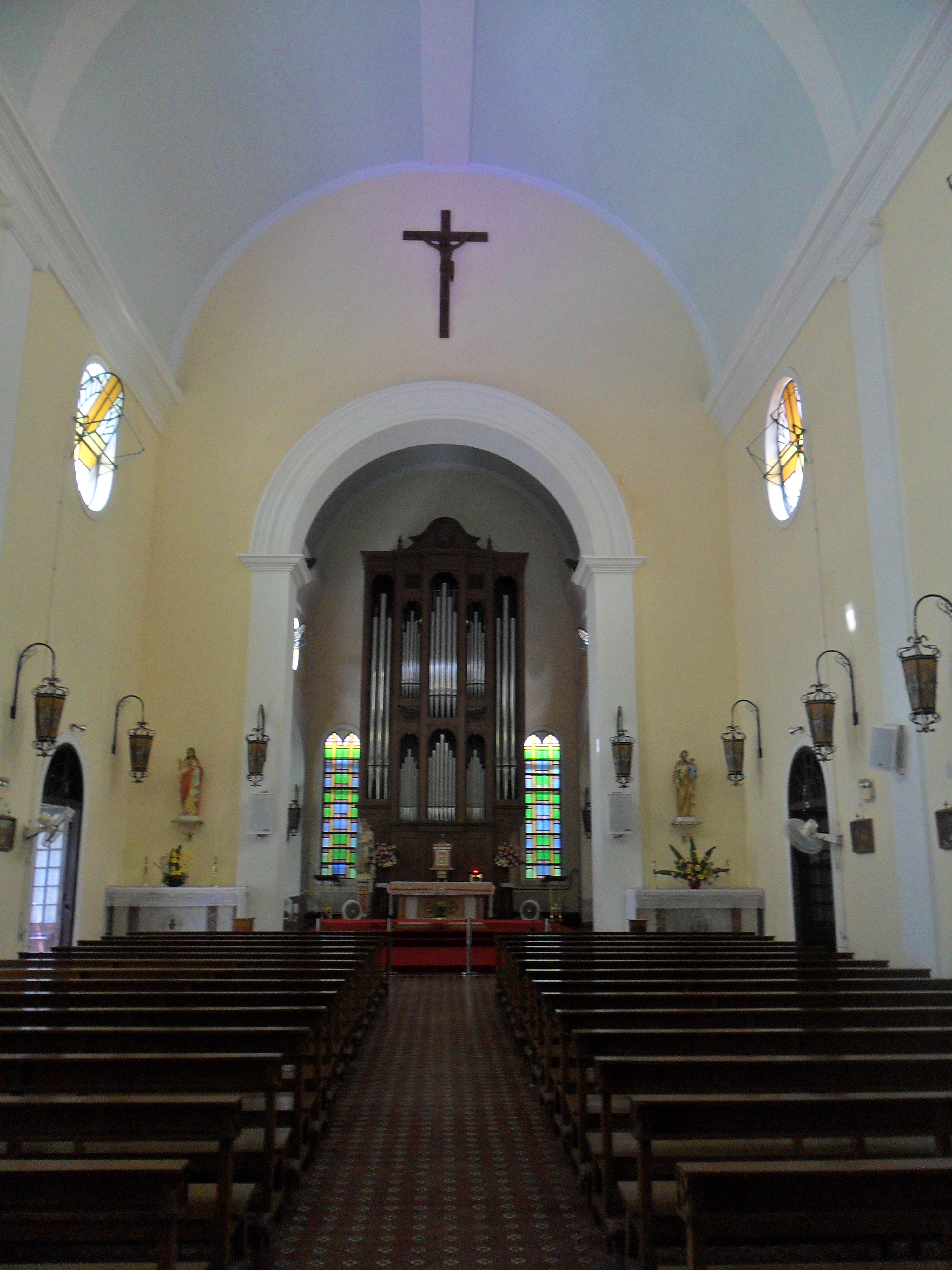
聖堂內貌

望德聖母堂位於澳門半島中部的內陸堂——望德堂區，望德堂區也是因望德聖母堂而得名。望德聖母堂附近的街道馬路：東邊、東北邊及東南邊是和隆街，北邊是西墳馬路，西北邊是馬忌士街，西南邊是疯堂斜巷。附近的建築物有：澳門青少年活動中心、澳門社會保障基金辨事處、清安醫所門診部，而塔石衛生中心、文化局、澳門文化廣場（書店）、社會工作局亦在不遠處。

## 堂區歷史

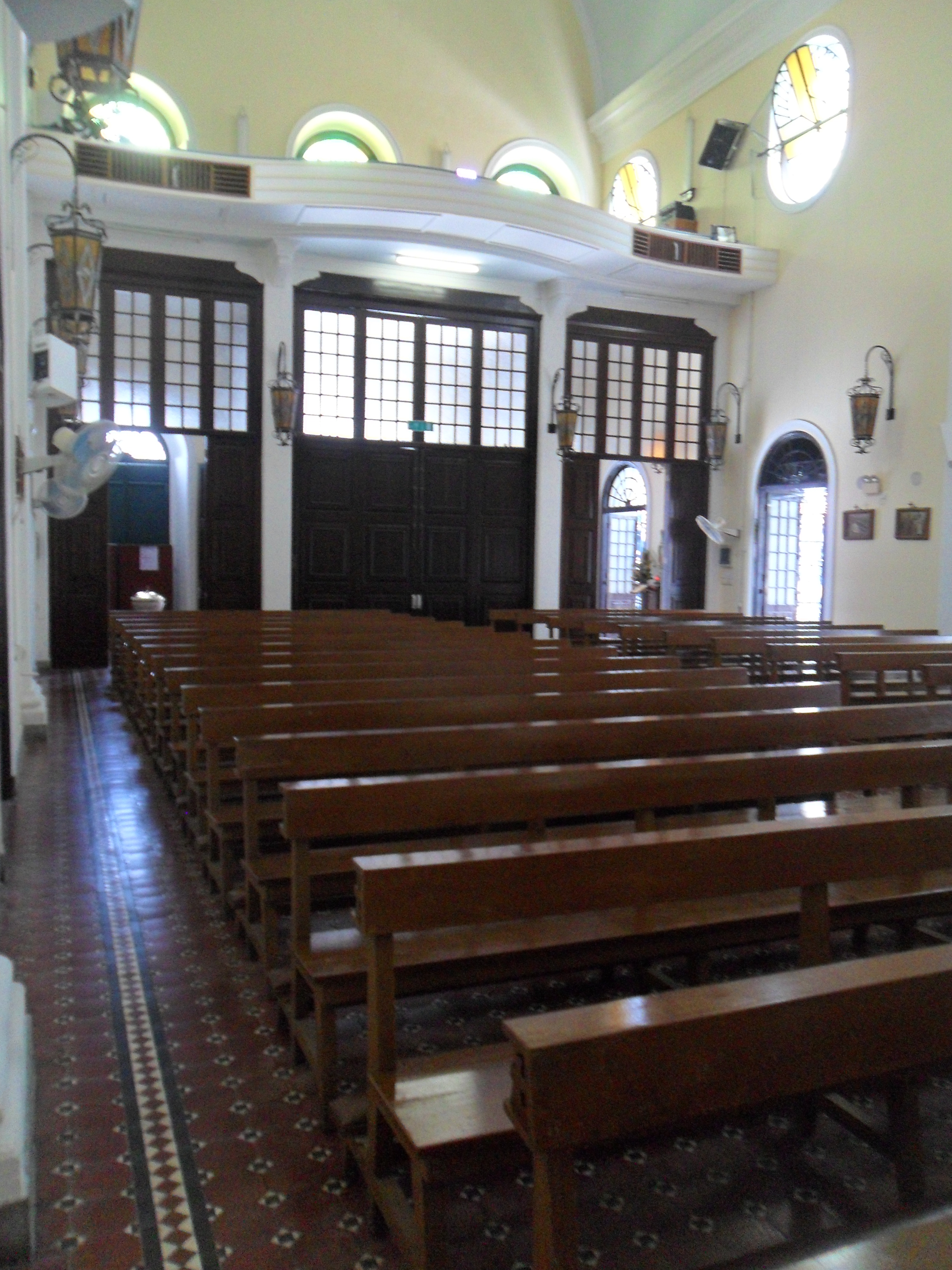
聖堂內貌

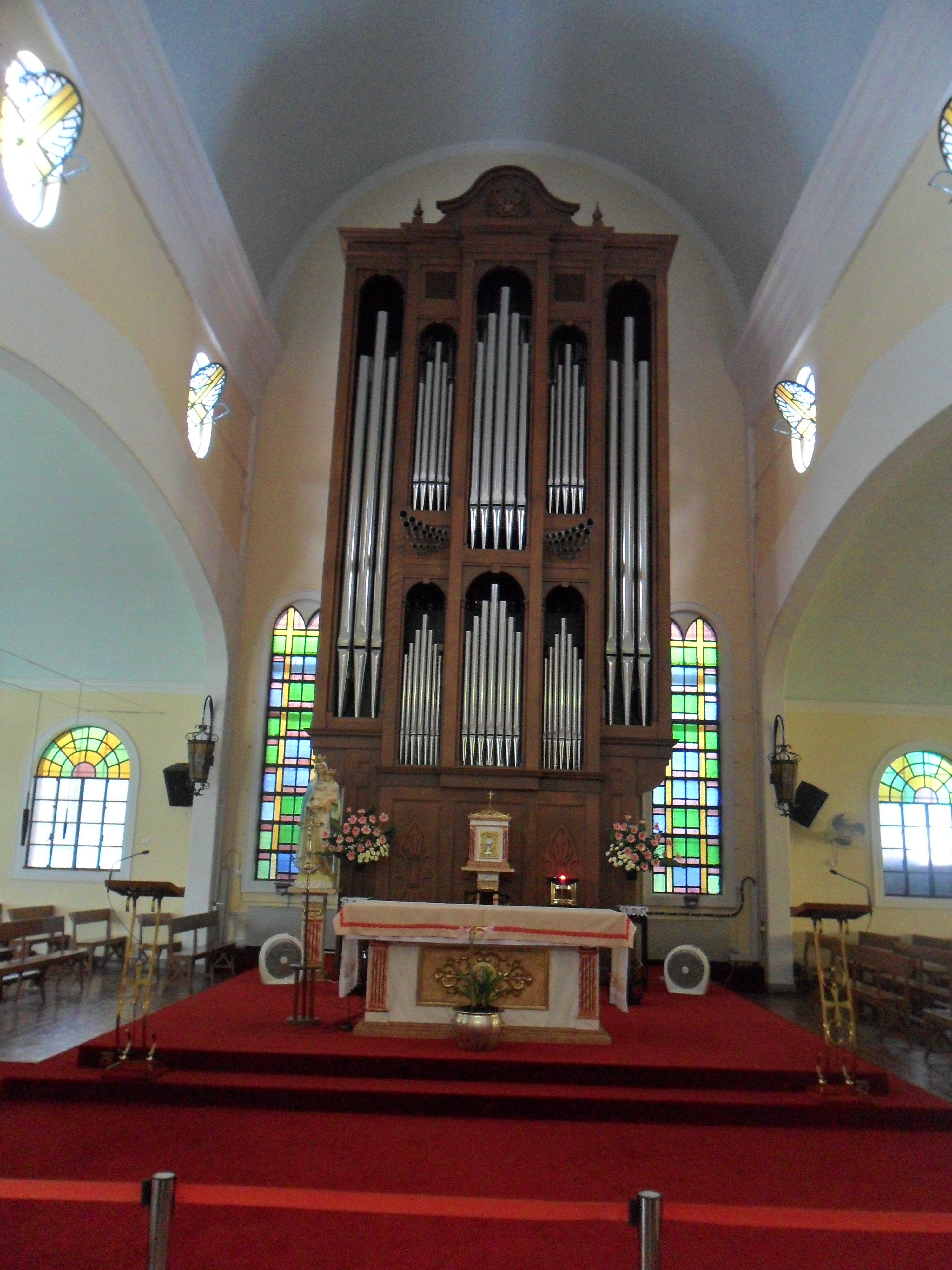
聖堂祭台

昔日澳門有很多的痲瘋病人。1568年，首任天主教澳門教區主教賈耐勞來到澳門，並創建了仁慈堂，救濟當時澳門的貧苦大眾，並建立了辣撒祿痲瘋病院。又在附近設一座用木建成的簡陋教堂－聖辣撒祿堂，為患痲瘋病的教友服務，內裏安放着聖母像供教友祈禱作轉禱的肖像。聖辣撒祿堂就是望德聖母堂的前身。望德聖母堂一開始只是一座用木建成的簡陋教堂，而且位於澳門舊城城牆之外。由於教堂是專為痲瘋病人而設，因此聖母望德堂又被稱為"瘋堂"或"發瘋寺"。
1576年，羅馬天主教教廷將澳門升格為天主教主教區，望德聖母堂成為當時的主保，后来另建聖母誕辰主教座堂作主教座堂。
為免和痲瘋病人混雜，1818年，在原堂附近又另建望德堂，供居住附近的教友祈禱。1886年，又將教堂改建至今天望德聖母堂的规模。門前的石米抹面是在1957年鋪上的。

## 建築特色

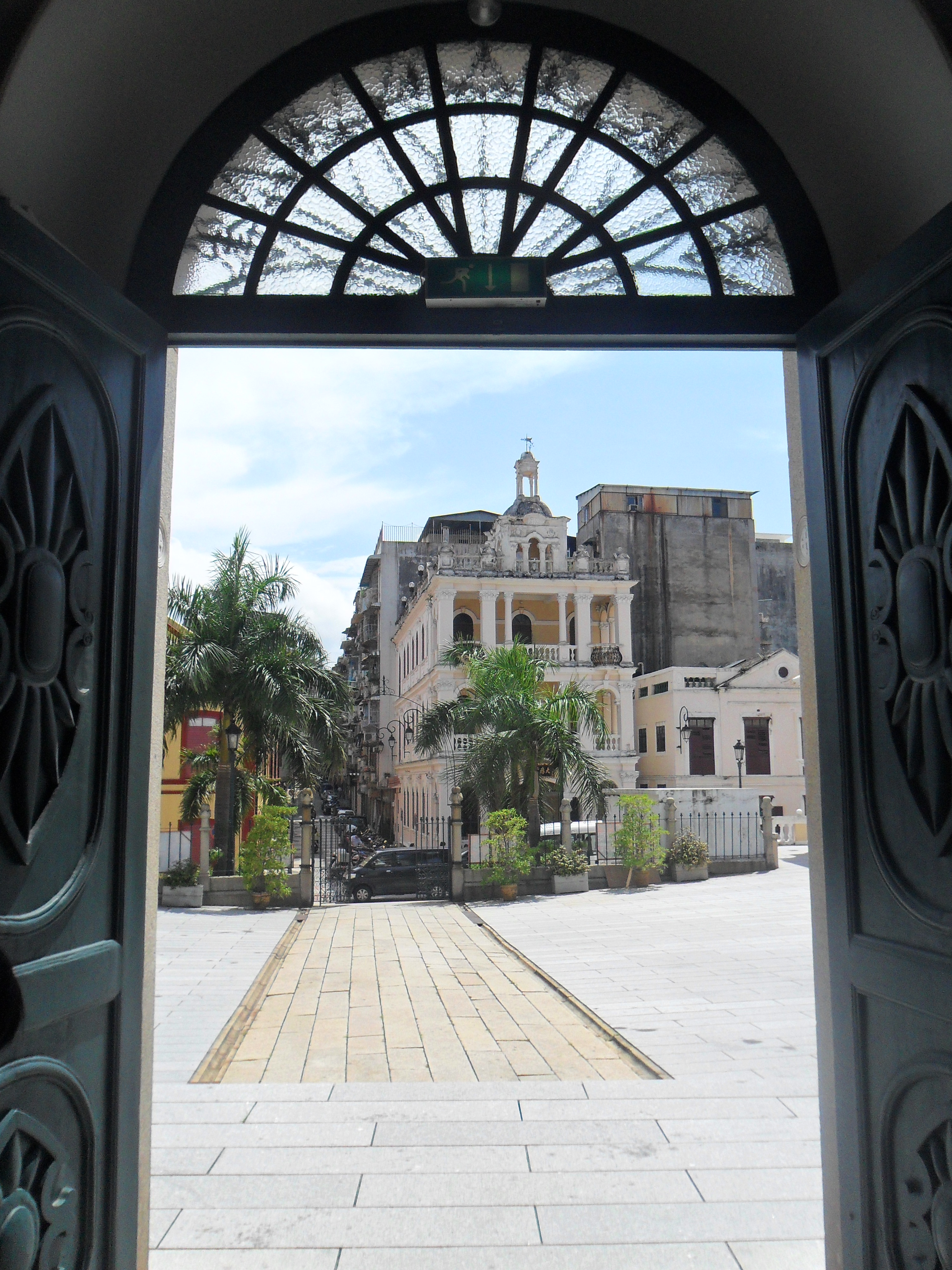
由聖堂向外望

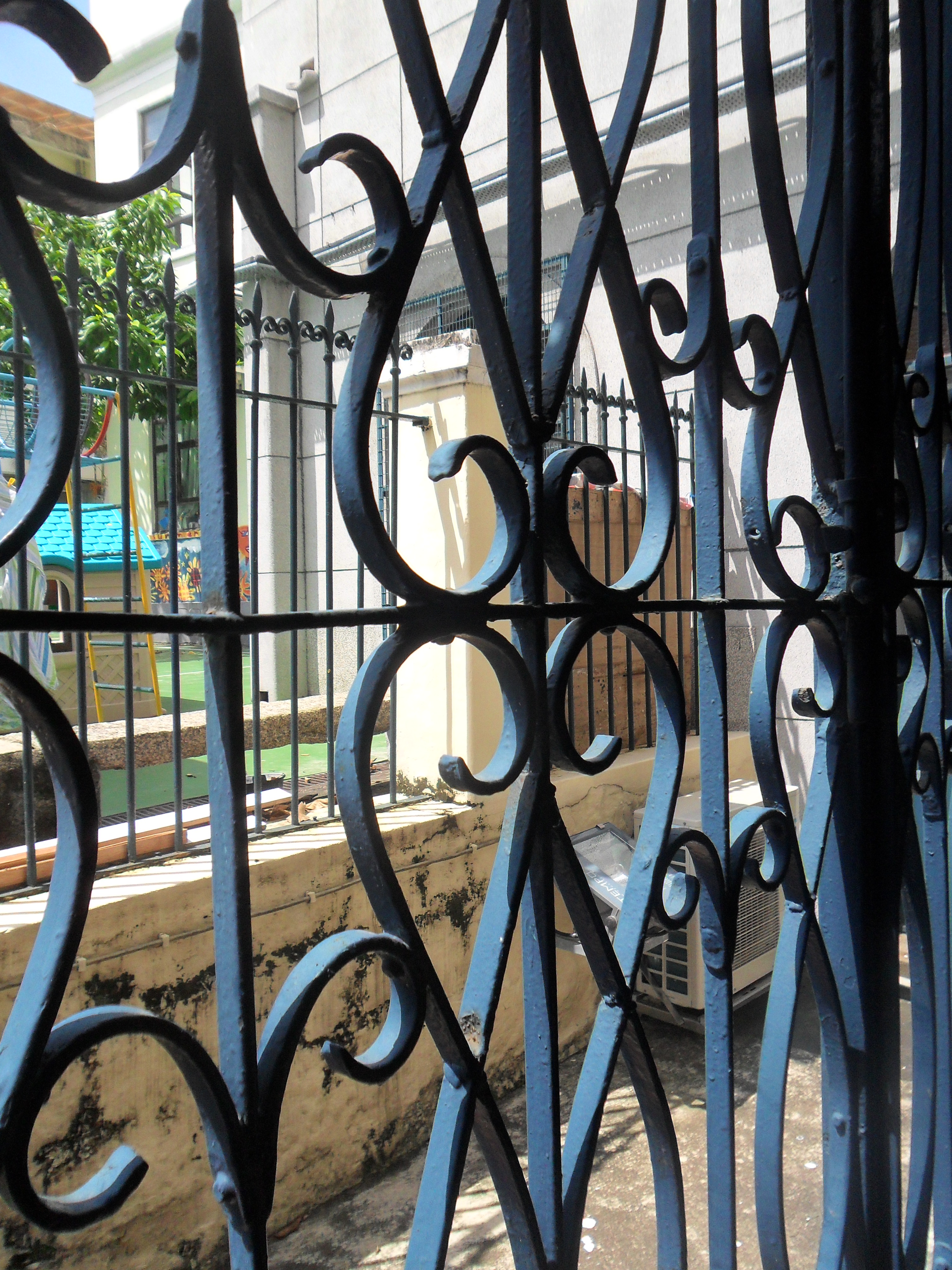
聖堂窗口

典型的南歐建築特色。亦是澳門拍攝婚紗照熱點之一。

## 彌撒及禮儀時間

### 彌撒
- 主日彌撒：上午 7:30、9:30(粵語)11：00 Eng英語
- 下午6:00(葡語)
- 星期六提前主日彌撒：下午 7:00 (粵語)
- 平日彌撒：上午 7:30、(粵語)

聖堂開放時間： 
星期一 7:30 - 12:00	     15:00 - 18:00
星期二 7:30 - 8:30		
星期三	7:30 - 12:00	     15:00 - 18:00
星期四	7:30 - 12:00	     15:00 - 18:00
星期五	7:30 - 12:00	     15:00 - 18:00
週六	7:30 - 11:00	     17:00 - 20:00
星期日	7:30 - 12:00	     18:00 - 19:00

## 節慶活動
每年7月的其中一個周末或周日為免疫主保聖羅格瞻禮有聖羅格像出遊活動。

## 参見
- 望德堂坊
- 澳門歷史城區

## 資料
1. ↑  觀光- 澳門遊蹤- 澳門特別行政區政府旅遊局 的存檔，存档日期2007-10-30.
2. ↑  .   [2010-06-21]. （原始内容存档于2018-08-03）.
3. ↑  .   [2016-05-18]. （原始内容存档于2018-01-01）.
4. ↑  望 德 聖 母 堂 的存檔，存档日期2010-08-31.

## 外部連結
- 天主教澳門教區